# Molophilus (Superbomolophilus) gigas
Molophilus (Superbomolophilus) gigas is een tweevleugelige uit de familie steltmuggen (Limoniidae). De soort komt voor in het Australaziatisch gebied.